# الکوتک
الکوتک (انگلیسی: Elcoteq) شرکت الکترونیک فنلاندی است، که در سال ۱۹۸۴ تأسیس شد.